# این‌گونه زاده شده‌ام (ترانه)
این گونه زاده شده‌ام (به انگلیسی: Born This Way) یک آهنگ توسط خواننده پاپ آمریکایی لیدی گاگا است که به عنوان اولین ترانه از دومین آلبوم استودیویی خود به همین نام در ۱۱ فوریه ۲۰۱۱ منتشر شد.
گاگا از این ترانه به عنوان ترانهٔ آزادی نام می‌برد. او در این آهنگ به برابری انسان‌ها و هر نوع عشقی به خصوص عشق همجنس‌گرایان اشاره می‌کند.
گاگا در مراسم جوایز ام‌تی‌وی اروپا که از شبکهٔ ام‌تی‌وی پخش شد گفت: «این مهمترین آهنگیه که تا حال نوشتم و مهمترین آلبومم و این لحظه هم مهمترین لحظه‌ایه که تو زندگیم داشتم».
این آهنگ رکورد سرعت فروش در تاریخ آی‌تیونز را شکست و طی ۵ روز ۱ میلیون نسخه از آن به فروش رفت